# Aimorés (tiểu vùng)
Aimores là một tiểu vùng thuộc bang Minas Gerais, Brasil. Tiều vùng này có diện tích 8329 km², dân số năm 2007 là 148164 người.